# Греческая площадь (Одесса)
Греческая площадь — одна из главных площадей Одессы. Расположена в историческом центре города на пересечении Греческой улицы и Александровского проспекта. В прежние времена назвалась Александровской, Мартыновского. Имеет прямоугольную площадь, в середине находится округлое здание дома Маюрова, по бокам — полукруглые здания.

## История
Площадь можно считать старейшей в Одессе. Ещё при существовании поселения Хаджибей в районе этой площади существовал рынок, а чуть дальше по Греческой улице, в сторону Екатерининской, — мусульманское кладбище. После взятия Хаджибея русскими войсками площадь долгое время пустовала. До 1804 года застроенными были только чётная сторона Колодезного переулка и нечётная — Греческого. Местность представляла собой верх Военной балки, которую пересекали мосты в районе улиц Ланжероновской и Дерибасовской (в районе улицы Гаванной); также существовал коллектор.
Формирование площади началось с участка, примыкающего к Греческой улице, позже — со стороны Дерибасовской. Застраивалась площадь преимущественно частными лицами по стандартному плану — магазин с портиком, двухэтажное здание, далее — хозяйственный двор. Среди застройщиков преобладали греки — Иоаннопуло, Серафино, Папахаджы, Ралли, Маразли, из-за чего площадь и получила своё название.
В 1814 году в одном из домов на площади было открыто греческое тайное общество «Филики Этерия» (греч. Φιλική Εταιρεία — общество друзей), которое имело целью борьбу за независимость Греции.

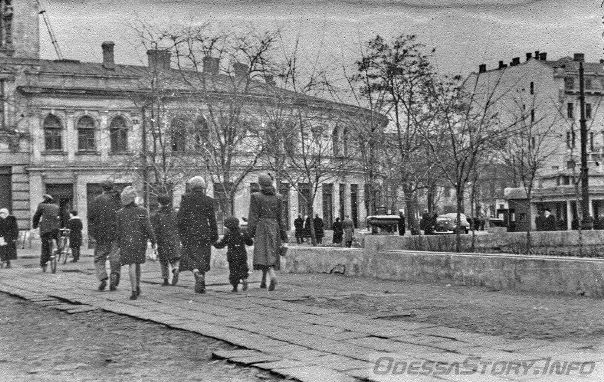
Дом Маюрова

Существовавший здесь рынок долгое время был главным в городе.
В центре площади некоторое время был сквер, позже здесь началось строительство Греческой церкви, был возведён её фундамент. На этом фундаменте позднее было возведено торговое здание — Дом Маюрова, известный также как Круглый Дом.
В советские времена — площадь Мартыновского. Была важным транспортным узлом, здесь находилась конечная станция трамвая (впоследствии — троллейбуса), автостанция. Полукруглый дом, отделявший площадь от современной улицы Бунина, был разрушен во время Второй мировой войны. Некоторое время на его месте существовал сквер, а на рубеже 1950-х и 1960-х годов построен ресторан «Киев», также полукруглой формы. При расширении ресторана была снесена трамвайная станция, а на её месте устроен фонтан. В те же годы трамвай был заменён на троллейбус. В 1996 году был разрушен, а после — восстановлен с существенными изменениями, дом Маюрова.

## Достопримечательности
На площади работают два фонтана, между ними в 2016 году установили памятник одесскому градоначальнику, греку Григорию Маразли.